# Линейные корабли типа Elizabeth
Тип лине́йных корабле́й Elizabeth — восемь линейных кораблей третьего ранга, созданных для Королевского флота Т. Слейдом. Тип кораблей Elizabeth был разработан в качестве обновлённой версии предыдущего проекта Слейда — типа Bellona, сохранив при этом все основные параметры. Кроме того корабли типа Elizabeth имели такое же вооружение, как и у судов других проектов Слейда, и относились к т. н. «обычным 74-пушечным кораблям», неся на верхней орудийной палубе 18-фунтовые пушки.

## Корабли
- HMS Elizabeth

Строитель: королевская верфь в Портсмуте

Заказан: 6 ноября 1765 года

Заложен: 6 мая 1766 года

Спущён на воду: 17 октября 1769 года

Выведен: разобран, 1797 год

- HMS Resolution

Строитель: королевская верфь в Дептфорде

Заказан: 16 сентября 1766 года

Заложен: июль 1767 года

Спущён на воду: 12 апреля 1770 года

Выведен: разобран, 1813 год

- HMS Cumberland

Строитель: королевская верфь в Дептфорде

Заказан: 8 июня 1768 года

Заложен: 7 января 1769 года

Спущён на воду: 29 марта 1774 года

Выведен: разобран, 1804 год

- HMS Berwick

Строитель: королевская верфь в Портсмуте

Заказан: 12 октября 1768 года

Заложен: май 1769 года

Спущён на воду: 18 апреля 1775 года

Выведен: затонул в 1805 году

- HMS Bombay Castle

Строитель: Перри, Блэкуолл

Заказан: 14 июля 1779 года

Заложен: июнь 1780 года

Спущён на воду: 14 июня 1782 года

Выведен: сел на мель в 1796 году

- HMS Powerful

Строитель: Перри, Блэкуолл

Заказан: 8 июля 1780 года

Заложен: апрель 1781 года

Спущён на воду: 3 апреля 1783 года

Выведен: разобран, 1812 год

- HMS Defiance

Строитель: Рэндалл, Ротерхит

Заказан: 11 июля 1780 года

Заложен: апрель 1782 года

Спущён на воду: 10 декабря 1783 года

Выведен: разобран, 1817 год

- HMS Swiftsure

Строитель: Уэллс, Дептфорд

Заказан: 19 июня 1782 года

Заложен: май 1784 года

Спущён на воду: 4 апреля 1787 года

Выведен: разобран, 1816 год